# J. Holiday
Nahum Grymes, bättre känd som J. Holiday är en amerikansk R&B-artist. Han blev känd 2007 med sin hitsingel "Bed" som hamnade 5:a på den amerikanska topplistan.

## Diskografi
- 2007: Back of My Lac'
- 2009: Round 2

## Priser och nomineringar
- American Music Awards
  - 2008, Favorite Male R&B/Soul Artist (Nominerad)

- BET Awards
  - 2008, Best Male R&B Artist (Nominerad)

- Grammy Award
  - 2009, Best Contemporary R&B Album: Back of My Lac' (Nominerad)

- Image Awards
  - 2008, Outstanding New Artist (Nominerad)